# Néa Magnisía
Néa Magnisía är en ort i Grekland.   Den ligger i prefekturen Nomós Thessaloníkis och regionen Mellersta Makedonien, i den norra delen av landet, 300 km norr om huvudstaden Aten. Néa Magnisía ligger 17 meter över havet och antalet invånare är 4 144.
Terrängen runt Néa Magnisía är platt åt sydväst, men åt nordost är den kuperad.  Närmaste större samhälle är Thessaloníki, 8,7 km sydost om Néa Magnisía. Runt Néa Magnisía är det i huvudsak tätbebyggt.